# Plawenn

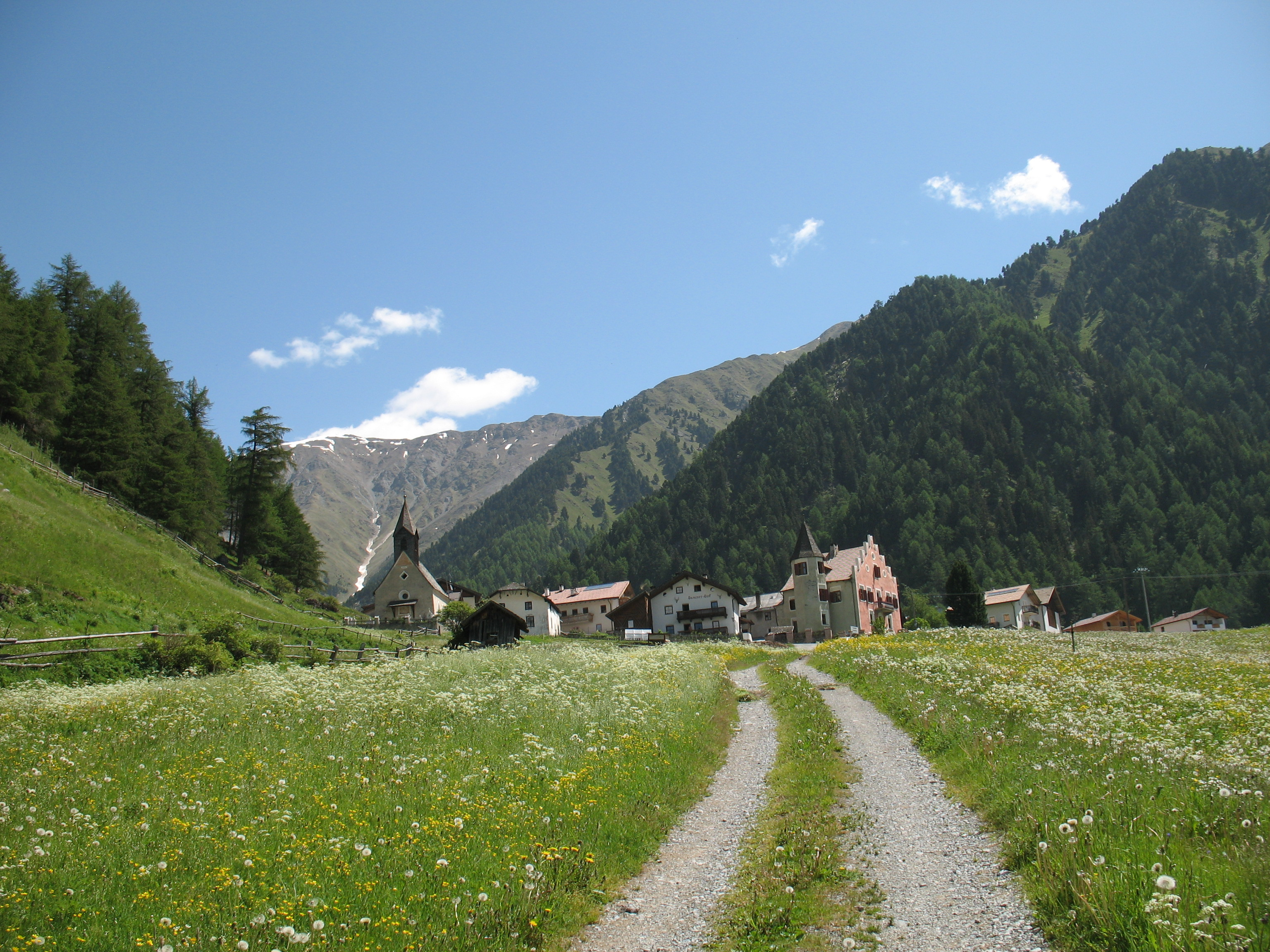
Der Weiler Plawenn mit dem Ansitz Plawenn

Plawenn (italienisch Piavenna) ist eine Fraktion der Gemeinde Mals im Vinschgau in Südtirol (Italien) mit 41 Einwohnern (Stand: Januar 2023). Plawenn befindet sich am Beginn des Schwemmkegels der Malser Haide am Eingang zum kleinen Plawenntal, das vom Mittereck (2909 m) im Norden dominiert wird.
Der Ortsname ist 1277 als Plawenne erwähnt. Mit dem antiken Flurnamen‚ die Plawennen, werden die Berghänge im Hintergrund des Tales mit den Murgräben bezeichnet, die dort herabziehen. 
Am Weiler befindet sich der gleichnamige, höchstgelegene noch bewohnte Adelsansitz der Alpen auf 1730 m ü. d. M.
Der Ansitz, ursprünglich ein fester Wohnturm mit quadratischem Grundriss und einer Mauerstärke von bis zu 2 Metern, datiert auf das 12. Jahrhundert zurück. Die heutige Gestalt mit Zinnengiebel und Ecktürmchen erhielt das Gebäude nach dem Brand von 1708 um 1780. Der Ansitz war von Anbeginn an im Besitz der Herren von Plawenn (früher: „Freisassen“ von Plawenn genannt), denen er heute noch gehört.
Seit März 2007 beherbergt der Ansitz Plawenn mit Arcus Raetiae – Club of Mult eine Kulturinitiative zur kulturellen Zusammenarbeit im Dreiländereck Italien/Schweiz/Österreich und zur Entwicklung des ländlichen Raumes.
Von Plawenn aus führt im Winter eine Rodelbahn nach St. Valentin auf der Haide.